# DFS Classic 2000
DFS Classic 2000 — жіночий тенісний турнір, що проходив на кортах з трав'яним покриттям Edgbaston Priory Club у Бірмінгемі (Англія). Належав до турнірів 3-ї категорії в рамках Туру WTA 2000. Відбувсь удев'ятнадцяте і тривав з 12 до 19 червня 2000 року. Шоста сіяна Ліза Реймонд здобула титул в одиночному розряді й отримала 27 тис. доларів США.

## Фінальна частина

### Одиночний розряд
Ліза Реймонд —  Тамарін Танасугарн 6–2, 6–7(7–9), 6–4
- Для Реймонд це був перший титул за сезон і 2-й - за кар'єру.

### Парний розряд
Рейчел Макквіллан /  Ліза Макші —  Кара Блек /  Ірина Селютіна 6–3, 7–6(7–5)
- Для Маквіллан це був перший титул у парному розряді за сезон і 5-й — за кар'єру. Для Макші це був перший титул у парному розряді за сезон і за кар'єру.